# Destanee Aiava
Destanee Gabriella Aiava (nacida el 10 de mayo de 2000) es una jugadora de tenis profesional australiana. Aiava es hija de padres samoanos, su padre, Mark, nació en Nueva Zelanda, y su madre, Rosie, nació en Samoa americana.
Aiava tiene el ranking individual de 147 logrado el 9 de enero de 2017. También tiene como mejor ranking de dobles, el 516 logrado el 7 de noviembre de 2016. Hasta la fecha, ha logrado sumar 2 títulos del circuito ITF.
Aiava hizo su debut en un cuadro final de Grand Slam en 2017, tras recibir una invitación por ganar el Open de Australia júnior en 2016. Así, se convirtió en el primer jugador, hombre o mujer, nacidos en 2000 o más tarde en participar en un cuadro final de Gran Slam.

## Títulos ITF

### Individuales (3)
| Leyenda                 |
| ----------------------- |
| $100,000 torneos        |
| $80,000 torneos         |
| $60,000 torneos         |
| $25,000 torneos         |
| $10,000/$15,000 torneos |

| Títulos por superficie |
| ---------------------- |
| Duro (2)               |
| Clay (1)               |
| Hierba (0)             |
| Alfombra (0)           |

| N.º | Fecha    | Torneo                    | Nivel  | Superficie | Adversario         | Puntuación    |
| --- | -------- | ------------------------- | ------ | ---------- | ------------------ | ------------- |
| 1.  | Feb 2017 | ITF Perth, Australia      | 25,000 | Duro       | Viktória Kužmová   | 6–1, 6–1      |
| 2.  | Mar 2017 | ITF Mornington, Australia | 25,000 | Clay       | Barbora Krejčíková | 6–2, 4–6, 6–2 |
| 3.  | Apr 2018 | ITF Osaka, Japón          | 25,000 | Duro       | Rebecca Marino     | 6–3, 7–6(7–2) |

## Rendimiento en Grand Slams

### Individuales
| Torneo                    | 2016 | 2017 | 2018 | W–L  |
| ------------------------- | ---- | ---- | ---- | ---- |
| Australiano Abierto       | Q1   | 1R   | 1R   | 0–2  |
| Francés Abierto           | Un   | Q1   | Q1   | 0–0  |
| Wimbledon                 | Un   | Q3   | Un   | 0–0  |
| Abierto de Estados Unidos | Un   | Q1   | Q1   | 0@–0 |
| Gana–pérdida              | 0–0  | 0–1  | 0–1  | 0–2  |
| Año-fin ranking           | 384  | 153  |      |      |

### Dobles
| Torneo                    | 2016 | 2017 | 2018 | Gana–Pérdida |
| ------------------------- | ---- | ---- | ---- | ------------ |
| Australiano Abierto       | Un   | 1R   | Un   | 0–1          |
| Francés Abierto           | Un   | Un   | Un   | 0–0          |
| Wimbledon                 | Un   | Un   | Un   | 0–0          |
| Abierto de Estados Unidos | Un   | Un   | 0-0  |              |
| Gana@–Pérdida             | 0–0  | 0–1  | 0-1  |              |
| Año-fin ranking           | 516  | 572  |      |              |